# Microcosm (videogioco 1985)
Microcosm è un videogioco a piattaforme pubblicato nel 1985 per BBC Micro e nel 1986 per Commodore 64 dalla Firebird, nella linea a basso prezzo Super Silver. Si controlla un giardiniere spaziale con jet pack che deve prendersi cura di un carico di piante mentre combatte sparando contro insetti mutanti.